# Sonja Lehmann
Pour les articles homonymes, voir Lehmann.
Sonja Lehmann, née le 13 septembre 1979 à Berlin, est une joueuse de hockey sur gazon allemande.

## Carrière
Sonja Lehmann fait partie de l'équipe d'Allemagne de hockey sur gazon féminin sacrée championne olympique en 2004 à Athènes.